# Tubo Williams

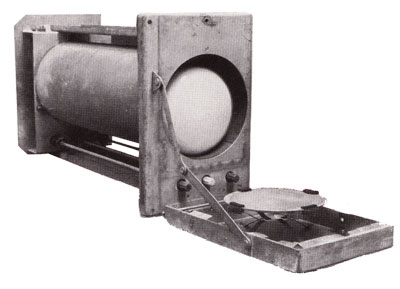
Un tubo Williams

Il tubo Williams, o tubo Williams-Kilburn, è un tipo di memoria informatica, elettronica, digitale e binaria ideata da Freddie Williams e Tom Kilburn.
Sviluppato tra il 1946 e il 1947, il Tubo di Williams è basato su un tubo a raggi catodici e fu il primo dispositivo RAM utilizzato sui calcolatori elettronici. Oggi non è più utilizzato in quanto tecnologicamente superato.

## Descrizione
Un singolo tubo Williams poteva contenere tra i 512 bit e 1 kilobit di informazioni, le informazioni erano accessibili in tempo costante e i tubi Williams rispetto alle altre memorie dell'epoca erano molto veloci dato che non avevano parti meccaniche in movimento.

### Principio di funzionamento
Quando un punto luminoso viene creato sullo schermo di un tubo a raggi catodici, il punto rimane per un certo periodo sullo schermo anche dopo che il segnale che l'ha generato è cessato, questo è dovuto alle presenza di fosfori che inducono un effetto di persistenza luminosa. I tubi Williams sfruttano un principio diverso (di fatto diversi tubi Williams non erano dotati di fosfori) ma che ricorda quello della persistenza luminosa. Per via delle emissioni secondarie l'area soggetta a irraggiamento di raggi catodici cambia polarità diventando positiva e l'area immediatamente circostante diventa negativa. La presenza di un'area negativa o positiva poteva essere rilevata da una piastra esterna che per effetto elettrostatico poteva individuare la variazione di polarità quando il raggio catodico illuminava nuovamente il punto. La lettura era di tipo distruttivo dato che cancellava l'informazione memorizzata. Inoltre la polarità dei punti con il tempo decadeva quindi andavano periodicamente riscritti.

### Sviluppo
I tubi Williams vennero sviluppati presso la  Victoria University of Manchester in Inghilterra e vennero utilizzati per memorizzare il primo programma elettronico eseguito dal computer programmabile Small-Scale Experimental Machine. Tom Kilburn scrisse un programma di 17 linee che calcolava il massimo fattore di un numero. Una leggenda dell'università di Manchester vuole che quello fu l'unico programma scritto da Kilburn.
I tubi Williams tendono a diventare inaffidabili con l'età e necessitavano di una taratura personalizzata per ogni installazione. Nonostante le memorie a linea di ritardo non necessitassero di tarature e fossero più affidabili, non ebbero mai successo tra i computer digitali per via della loro lentezza, tossicità e per problemi di costi. Il Manchester Mark I venne in seguito commercializzato come Ferranti Mark I. Un Ferranti Mark I*, venne installato nel 1955 presso l'INAC del CNR a Roma e fu uno dei primi due computer giunti in Italia. Anche alcuni dei primi computer prodotti negli Stati Uniti d'America utilizzarono i tubi Williams. Tra i tanti si segnalano l'IAS machine, che inizialmente doveva utilizzare i tubo Selectron, l'UNIVAC 1103, l'IBM 701e l'IBM 702.  Vennero utilizzati anche nei computer sovietici Strela-1. Negli anni sessanta l'avvento delle memorie a nucleo magnetico soppiantarono i tubi Williams.